# 212 Pułk Ułanów

## Historia pułku (10 lipca 1920 – 8-14 listopada 1920)
Pułk został sformowany na rozkaz Generalnego Inspektora Armii Ochotniczej z 10 lipca 1920 roku. Rozkaz ten upoważnił majora Feliksa Jaworskiego do sformowania jazdy ochotniczej na terenie Okręgu Generalnego – Lublin. Powstały cztery szwadrony: 1 – puławski, 2 – kraśnicki, 3 – jastkowski, 4 – garwoliński. W dniu 9 sierpnia dowództwo Okręgu Generalnego – Lublin rozkazało skoncentrowanie całej jazdy ochotniczej mjr. Jaworskiego w obszarze Puławy – Kurów. Tu major w dniu 14 sierpnia sformował dowództwo 2 lubelskiego pułku ułanów które zostało powierzone podpułkownikowi Jabłońskiemu.

### Udział 2 lubelskiego pułku ułanów w ofensywie sierpniowej
W nocy z dnia 13 na 14 sierpnia 1920 roku major Jaworski przebywając w Puławach otrzymał bezpośredni rozkaz od Naczelnego Wodza, nakazujący przemieszczenie sformowanych szwadronów jazdy ochotniczej do Firleja. 15 sierpnia jazda ochotnicza była już skoncentrowana w rejonie Firleja (stan faktyczny jazdy na ten dzień wynosił: 27 oficerów, 615 jeźdźców, 8 karabinów maszynowych, i 1 armata 37 mm).

#### Potyczka pod Annówką – zdobycie Borek

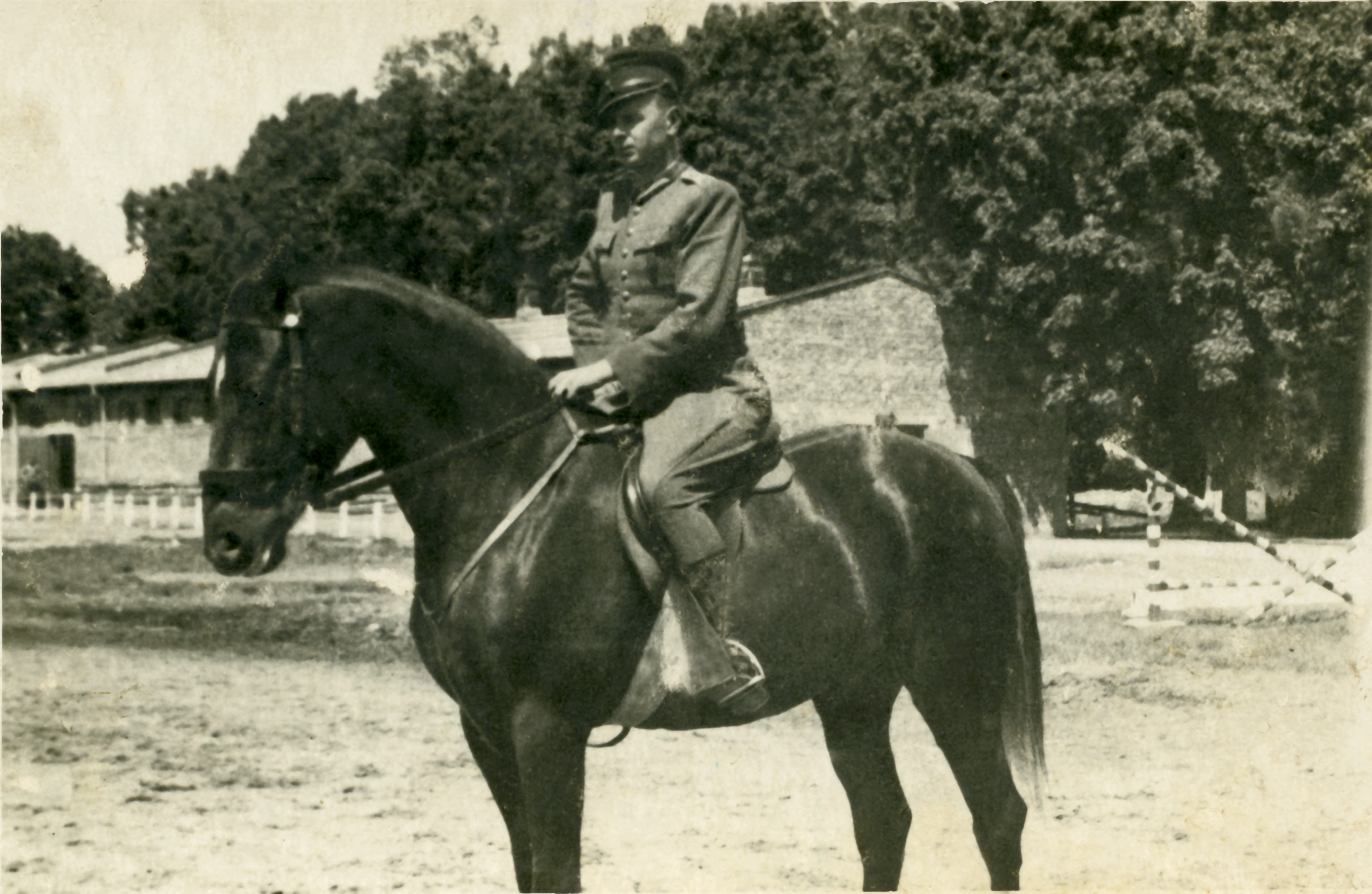
Ułan 212 Pułku Ułanów Lubelskich kpr. Roman Kamiński

W dniu 16 sierpnia major Jaworski zarządził marsz dwoma kolumnami po osi Kock – Radzyń. Straż boczna w składzie 1 szwadronu 2 lubelskiego pułku jazdy ochotniczej pod dowództwem porucznika Trzaski-Jarzyńskiego posuwała się drogą Kock – Radzyń, a po dotarciu do skrzyżowania z drogą Kock – Osowno kierowała się na Osowno. Ich zadaniem było ubezpieczanie kolumny głównej od zachodu. Kolumna główna w której skład wchodził: 3 szwadron lubelskiego, 1 pułku wołyńskiego karabinów maszynowych i 4 dywizjon 1 pułku strzelców konnych kierowała się na Radzyń główną drogą Kock – Radzyń pod dowództwem majora Jaworskiego. Pod Annówką straż boczna napotkała na opór nieprzyjaciela. Szybkim i silnym natarciem, obchodząc prawe skrzydło nieprzyjaciela zepchnęła go ze stanowisk. W tym czasie kolumna główna weszła w szyku konnym na lewe skrzydło nieprzyjaciela i zmusiła go do wycofania się po osi marszu straży bocznej. W potyczce tej zdobyto 2 ciężkie karabiny maszynowe, kilkunastu jeńców (w tym komisarza pułkowego 509 pułku strzelców sowieckich), 2 kuchnie polowe oraz kilka wozów, naładowanych żywnością. Straty własne: 6 ułanów rannych i 2 konie zabite. Następnie straż przednia przemieszczała się bez styczności z wrogiem, tylko straż boczna pieszo co jakiś czas zwalczała słaby opór wroga. Gdy dowódca straży bocznej zauważył, że część jednostek nieprzyjaciela cofa się na Borki wsiadł ze szwadronem na koń i natarł na kolumnę uciekającą w stronę Woli Osowińskiej, z zamiarem przyciśnięcia do jeziora. Po wcieleniu w życie swojego zamiaru ujawniło się, że w Borkach znajdował się polski oddział 21 Dywizji Piechoty. Przeciwnik ostrzeliwany ogniem z karabinów maszynowych od strony Bork i szarżowany od południa został kompletnie rozgromiony. W tej potyczce zostało zdobyte 5 karabinów maszynowych i kilkudziesięciu jeńców.

#### Zdobycie Radzynia Podlaskiego
Po udanym zdobyciu Bork 1 szwadron 1 lubelskiego pułku posuwał się jako straż przednia, a 3 szwadron jako straż boczna. Uderzenie na Radzyń nastąpiło manewrem okrążającym od Żabikowa. Atak zakończył się całkowitym sukcesem. Zdobytych zostało 70 jeńców i wiele taboru.
Walki pod Kąkolewnicą i zajęcie Międzyrzeca.
17 sierpnia Naczelny Wódź nakazał jeździe majora Jaworskiego zająć Międzyrzec. Jazda wyruszyła na Międzyrzec z Radzynia o godzinie 1 trzema kolumnami. Kolumna prawa którą dowodził rotmistrz Zapolski w której skład wchodził 4 dywizjon 1 pułku strzelców konnych poruszała się po osi Radzyń-Ostrówki-Międzyrzec. Kolumna środkowa pod dowództwem podpułkownika Szmidta w składzie dywizjonu 1 wołyńskiego pułku jazdy ochotniczej, 1 szwadronu 2 lubelskiego pułku jazdy ochotniczej i zbiorowego szwadronu karabinów maszynowych poruszała się szosą Radzyń-Międzyrzec. Kolumna lewa pod dowództwem porucznika Trzaski-Jarzyńskiego w składzie 3 szwadronu 2 lubelskiego pułku jazdy ochotniczej poruszała się po osi Radzyń-Płudy-Ruska Wola (teraz Polskowola) -Tuliłów. Celem takiego podziału było okrążenie Międzyrzeca od wschodu i zachodu, przy jednoczesnym natarciu kolumny środkowej.
Lewa kolumna na wysokości południowej odnogi wsi Kąkolownica (dzisiaj Kąkolewnica) natknęła się na okopy nieprzyjaciela w odległości 600 kroków przed sobą. Dowódca kolumny porucznik Trzaska-Jarzyński momentalnie przeprowadził szarżę, która wyrzuciła nieprzyjaciela z okopów. Dalszy atak odbył się pieszo z udziałem straży przedniej kolumny środkowej. Dzięki temu szybkiemu natarciu i szarży porucznika Reinhardta (pluton 3 szwadronu 2 pułku lubelskiej jazdy ochotniczej) wróg w większości poddał się. W niewolę wzięto 50 jeńców, a wśród zabitych rozpoznano dowódcę pułku oraz dwóch dowódców batalionów 508 pułku piechoty sowieckiej. Straty własne wynosiły: 1 ułan zabity, kilkunastu rannych i kilkanaście koni zabitych.
O godzinie 14.30 Międzyrzec poddał się bez walki i został zajęty.

#### Zagon na Mordy i Łosice
Na dzień 18 sierpnia Naczelny Wódź nakazał ogólny pościg za cofającymi się oddziałami wroga. Jazda majora Jaworskiego wyruszyła tego dnia o godzinie 3 w ogólnym kierunku na Mordy. O godzinie 13.30 porucznik Trzaska-Jarzyński zdobył miasto biorąc 200 jeńców oraz liczne tabory. Szwadron wysłany na Łosice zdobył oprócz jeńców kilkaset wozów naładowanych amunicją i żywnością.
Tego samego dnia około godziny 8 oddziałowi podchorążego Milla pozostawionemu w Międzyrzecu z niezdolnymi do walki żołnierzami poddał się cały pułk kozaków dońskich złożony z około 800 jeźdźców. Ich dowódca tłumaczył kapitulacje niechęcią do walki po stronie sowieckiej. Zostali oni rozbrojeni i odesłani do dowództwa Frontu Środkowego w Siedlcach.

#### Walki pod Skrzeszowem (Skrzeszewem) i Frankopolem
Zgodnie z rozkazem 1 Dywizji Piechoty Legionów jazda majora Jaworskiego wyruszyła w nocy z 17 na 18 sierpnia z Mord w celu opanowania przeprawy na Bugu. Utworzone zostały dwie kolumny. Jedną dowodził major Jaworski w skład niej weszli wyborowi żołnierze na najlepszych koniach i cztery karabiny maszynowe. Ich zadaniem było zdobycie przeprawy na Bugu w okolicy Frankopola. Ich przewodnikiem został ułan Gościcki właściciel folwarku Frankopol. Druga kolumna dowodzona przez podpułkownika Szmidta składająca się z reszty grupy miała opanować Skrzeszów posuwając się po osi Mordy-Bończa-Kościelna-Kobylany-Ostrowiec-Skrzeszów. Pierwsza kolumna dzięki przewodnikowi dotarła do celu kilka godzin przed świtem. Oddział skrył się niepostrzeżenie w zaroślach na lewym brzegu Bugu i stąd przeprowadził natarcie na umocnienia nieprzyjaciela. Umocnienia które miały chronić most przed zniszczeniem a most obsadzono jednym plutonem i karabinem maszynowym. Pozostali członkowie oddziału zdobyli folwark Frankopol. W walce zginął ułan Gościcki.
Pluton chroniący most musiał odpierać ataki grup nieprzyjaciela. Strzelano do siebie z odległości jednego kroku a były wypadki, że w rowie po jednej stronie drogi byli ułani a po drugiej wróg. Nieprzyjaciel stawiał silny opór ponieważ nie spodziewał się oddziałów polskich na tak głębokich tyłach i myślał, że ma do czynienia z partyzantami.
Po poniesieniu dużych strat opanowano Frankopol, zatrzymano natarcie wroga na most oraz na godzinę stracono styczność z przeciwnikiem wykorzystując ten czas na przygotowanie obrony folwarku frontem na zachód.
Po upływie wspomnianego czasu dostrzeżono zbliżającą się w stronę Frankopola kolumnę nieprzyjaciela. Jej wielkości i składu nie można było określić przez panujące ciemności. Kolumna ta zaatakowała Frankopol prąc ku mostowi. Wszelkie starania majora Jaworskiego mające na celu utrzymanie się na pozycji pomimo ogromnej przewagi nieprzyjaciela i jego działania okrążającego zdały się na nic. Oddział cofając się ku mostowi został otoczony. Jednak major Jaworski zostaje oswobodzony z tego fatalnego położenia dzięki 1 szwadronowi 2 pułku ułanów lubelskich pod dowództwem porucznika Ścieżyńskiego z kolumny podporucznika Szmidta. Szwadron ten zaszarżował na nieprzyjaciela od południowego wschodu i ratuje oddział majora Jaworskiego od zagłady. Most na Bugu z powrotem trafia w ręce wroga, a major Jaworski ranny wycofuje się na Rudniki skąd ostrzeliwuje płynącego ku przeprawie nieprzyjaciela. Dowództwo objął rotmistrz Zapolski. Jednak major Jaworski nie wycofał się i pomimo ran nie opuścił oddziału w tak dramatycznej sytuacji.
O świcie następnego dnia rotmistrz Zapolski, zostawiwszy w Rudnikach jeden pluton celem utrzymania szosy pod ogniem przemieszczał się z resztą oddziału w stronę Skrzeszowa. Jego celem było połączenie się z lewą kolumną.
Kolumna ta wskutek braku dyscypliny marszowej i ciemności straciła w ciągu nocy łączność między poszczególnymi członami. Jednak mimo tego posuwała się w głównym kierunku na Skrzeszów. O godzinie 3.30 dowódca straży przedniej rotmistrz Pietraszewski zajął Skrzeszów po raz pierwszy, biorąc 400 jeńców i kilkanaście dział. Od razy po przejęciu wsi dostrzeżono dużą kolumnę wroga zbliżającą się szosą. Wróg przeprowadził natarcie z trzech stron: wzdłuż lasu i po przebyciu mostu na szosie wzdłuż bezimiennego strumienia oraz oskrzydlając wieś od południa. Natarcie było wspierane przez ogień artyleryjski i karabinów maszynowych. Oddział rotmistrza Pietraszewskiego zagrożony zniszczeniem i ciężkimi stratami wycofał się na ze wsi na wzgórze na zachód od Rudnik, biorąc ze sobą 14 zamków zdobytych dział oraz swoich rannych. W tym czasie dołączył spod Frankopola rotmistrz Zapolski.

#### Drugi atak na Skrzeszów
Drugie natarcie miało miejsce o godzinie 10. Posuwano się powoli. Nieprzyjaciel początkowo stawiał duży opór jednak uległ po ataku na bagnety, oddając w ręce Polaków wieś, armaty, karabiny maszynowe i wielu jeńców. Po zajęciu wsi i odcięciu nieprzyjacielowi drogi odwrotu z jednej ze zdobycznych armat ostrzelano zbitą masę wozów i ludzi stojących na szosie oraz most. Wróg sądząc że oddziały polskie posiadają artylerie spalił most i wycofał się za Bug pozostawiając w rękach polskich wielu jeńców.
Walki te przyniosły zdobycz około 1000 jeńców, 4 sztandary sowieckie, 14 armat i 9 karabinów maszynowych przy stratach własnych wynoszących: jeden oficer i 15 ułanów zabitych oraz 3 oficerów i 41 ułanów rannych.

#### Dalszy pościg grupy
W dniu 19 sierpnia przeprowadzono wypad na Tonkiele, zakończony wyparciem wroga. Po odpoczynku w Skrzeszowie 20 sierpnia wyruszono na Suraż przez Drohiczyn-Pułkowice Dolne-Granne-Pierlejewo-Pobikry-Brańsk. 22 sierpnia zajęto po krótkiej utarczce Brańsk gdzie przejęto dużo taborów. Tabory wyłapywano podczas dalszego marszu przez Suraż-Białystok-Augustów-Suwałki. Wszystkie te miejscowości zajęto bez walki.

#### Walki z Litwinami
Od ostatnich dni sierpnia 3 szwadron 2 lubelskiego pułku jazdy ochotniczej wszedł w okolicy Suwałk w skład grupy majora Piaseckiego, i tam brał udział w walkach z Litwinami.

#### Koniec walk
Fatalny stan ludzi i koni zmusił jazdę ochotniczą do wycofania się do kadry przyfrontowej. Nastąpiło to po koncentracji w Grajewie w dniu 19 września, skąd pociągami zostali przetransportowani do Międzyrzeca i Radzynia, przybywając tam w dniu 23 września 1920 roku.

### Wcielenie pułku do22 Pułku Ułanów Podkarpackich
Przy tworzeniu tego pułku 209 pułk ułanów wszedł w jego skład jako I dywizjon zaś 212 pułk ułanów jako II dywizjon.